# Stryhańce (przystanek kolejowy)
Stryhańce (ukr. Стриганці, ros. Стриганцы) – przystanek kolejowy w pobliżu miejscowości Stryhańce, w rejonie stryjskim, w obwodzie lwowskim, na Ukrainie. Położony jest na linii Tarnopol – Stryj.